# Kerkrade
Kerkrade (ripuarijsko: Kirchroa; limburško; nemško Kerkrade ali Kirchrath) je mesto in občina na jugovzhodu Limburga, najjužnejše province Nizozemske. Je del aglomeracije Parkstad Limburg.
Kerkrade je zahodna polovica razdeljenega mesta; bilo je del nemškega mesta Herzogenrath, dokler Dunajski kongres leta 1815 ni zarisal sedanje nizozemsko-nemške meje in ločil mesto. To pomeni, da vzhodni del mesta označuje mednarodno mejo.
Obe mesti, vključno z obrobnimi primestnimi naselji, imata okoli 100.000 prebivalcev, od tega skoraj 47.000 v Kerkradeju.

## Zgodovina
Zgodovina mesta Kerkrade v sedanji obliki se začne v srednjem veku. Vendar pa so sledovi prejšnje poselitve arheološko dokazani. To še posebej velja za antično dobo.

### Ime kraja
Ime Kerkrade izvira iz zgodnjega srednjega veka in je sestavljeno iz dveh delov. Končnica imena kraja -rade, podobna sorodnim končnicam -rod, -roda, -rodt, -rode, -raedt, -raht, -rath , -reut(h), -reute, -ruit ali -ray, je izpeljana iz pojma otrebljenega kraja, ki leži na mestu izkrčenega gozda.  Iz karolinških časov je dejansko znano, da so bili veliki deli območja severno od Aachna še vedno gozdnati. Primerljiva imena krajev se pogosto pojavljajo v okolici, na primer v okrožju Kerkrade Haanrade (prej Haenrath, Hagenrode), v imenu pobratenega mesta Herzogenrath ali v imenih številnih okoliških krajev, kot sta Bergrath, Röhe, Leerodt, Süggerath , Hatterath, Gillrath, Randerath, Hastenrath (vsi blizu Geilenkirchena), Benzenrade, Venray , Elkenrade, Amstenrade (vsi v Limburgu), Welkenraedt, Hergenrath in Raeren (blizu Kelmisa, v provinci Liège v Belgiji).
Kopičenje teh krajevnih imen je mogoče razložiti z zgodovinskim pomenom sosednjega mesta Aachen kot cesarske palače in srednjeveškega kraja kronanja, pa tudi z lego regije med pomembnima življenjskima linijama Renom in Meuse. Vse to je skupaj z naravnimi dejavniki privedlo do ponovnega razvoja in poselitve tega prostora po pretresih preseljevanja ljudstev.
Prvi del imena Kerk- pomeni cerkev in je prav tako zelo razširjen, vendar se v pokrajini pogosteje pojavlja kot ime ulice ali njive in tudi v številnih družinskih imenih, značilnih za regijo (npr. O(u) dekerken ali Kerkhoff(s) ). Nemška besedna oblika Kirch- se pojavlja v sosednjem Herzogenrathu v imenu okraja Kircheich in tudi v imenu kraja Geilenkirchen (prej: Gelekerke ).

### Antična poselitev
Južni del Limburga je prišel pod rimski vpliv malo pred prelomom v prvo stoletja našega štetja. Pripadnost Rimu je dokončno zagotovljena okoli leta 12 p. kr. in tako je ostalo še naslednjih 400 let. Na jugu Limburga so med rimsko vladavino na rodovitnih lesnih tleh zgradili številne podeželske vile (villae rusticae), kmetijska posestva, ki so pridelovala predvsem žito, sadje, zelenjavo in vino, redila pa so tudi živino. Zaradi pomena regije za zavarovanje in oskrbo legij ob germanski meji je v Kerkradeju in okolici veliko sledi rimskega življenja.

#### Rimske podeželske hišeVillae rusticae
V mejah občine Kerkrade je bilo najdenih več ostankov rimskih podeželskih hiš:
- Vila Krichelberg v okrožju Kaalheide. Temelje in ostanke obzidja rimske vile rustike so ohranili in dali na ogled. Vila Krichelberg je doslej edina izpostavljena in dostopna rimska vila na Nizozemskem.
- Nedaleč od tam, v kraju Speckholzerheide, so našli še eno vilo rustiko. Leta 1921 so med gradnjo hiše na križišču Romeinenstraat in Kleingraverstraat odkrili ostanke zidu. Kot posebnost je vsaj ena soba imela starinsko talno ogrevanje. Tloris vile, katere ostanki po preiskavi niso bili ohranjeni, je v opomin vpet v cestno površino v kontrastnih barvah. Romeinenstraat je dobila ime po vili.
- Villa Holzkuil v okrožju Vink. Vilo Holzkuil so odkrili leta 1997 med zemeljskimi deli za načrtovano naselbino na severu Kerkradeja med okrožji Vink, Eygelshoven in Haanrade. Arheologi so odkrili, da so ostanki vile na Bosbergu , hribu med Amstelbachtalom in Wurmtalom, v presenetljivo dobrem stanju. [8]

Obstajajo tudi dokazi o rimski naselbini v bližini mestnega središča Eygelshoven, čeprav natančna lega in velikost nista znani. Lahko je bila vila ali vikulum (zaselek, manjša vas). Na skrajnem zahodu Kerkrada so med gradnjo ceste leta 1997 odkrili ostanke še ene rimske vile.

#### Ostale najdbe iz rimskih časov
Med Eygelshoven in Waubacherveld so na območju okoli nekdanjega površinskega rudnika rjavega premoga Herman izkopali dva verjetna ostanka rimske stavbe in več glinenih pripomočkov (krožniki, sklede, karafe). Posebej velja omeniti ostanke rimskega grobišča, odkritega nedaleč od današnjega pokopališča na Rimburger Wegu. Poleg tega sta bila med obnovitvenimi deli v stari cerkvi (Oude Kerkje) v Eygelshovnu odkrita dva mejnika iz časa cesarja Konstantina.
V neposredni bližini gradu Erenstein v dolini Amstelbacha je bila posest zaščitena kot arheološki spomenik, ker dokazi kažejo na ostanke rimskega tempeljskega kompleksa.
Drugo rimsko grobišče so našli v okrožju Holz, nedaleč od opatije Rolduc.
Za obdobje od leta 400 do okrog leta 1000 našega štetja skoraj ni podatkov o naselbini v Kerkradeju. Domnevamo lahko, da so bile rimske posesti po vojaškem napredovanju germanskih plemen med letoma 400 in 500 našega štetja in s tem povezanim koncem rimske oblasti sprva opuščene, osvojene ali uničene. To je marsikje povzročilo dezertifikacijo , torej opuščanje naselij ter poseganje in pogozdovanje nekdanjih kmetijskih površin.

### Srednji vek in zgodnji novi vek
Okoli leta 1100 so na ozkem območju zahodno od Wurma nastala tri tesno povezana naselbinska središča ter druge jase in mlini v okolici: eno naselbinsko središče je bil kraj z župnijsko cerkvijo (današnji Kerkrade/Kirchrath), vzhodno od gradu. Najmlajša naselbina je bil samostan (kasnejša opatija Klosterroda/Klosterrath). Takoj na severovzhodu, na kratki razdalji, pa je nastalo mesto s'Hertogenrode/Herzogenrath, kjer je bil grad grofov Saffenberg. Herzogenrath je očitno najstarejše od treh naselbin, kjer so bili grofje Saffenberg, ki so opravljali službo palatinskih grofov in kasneje vojvode Jülicha. Ti so odstopili del svojega premoženja (vključno s pravico do desetine), tako da je Ailbertus iz Antoinga položil temeljni kamen za poznejšo opatijo Klosterrath. Grajska gospoda je že zgradila cerkev na mestu današnje Lambertove cerkve v Kerkradeju, ki jo je leta 1099 porušil Henrik I. Limburški. 
Grofje Saffenberški, katerih pradomovina je bila na reki Ahr in izvirajo iz območja Jülicha, so služili kot palatinski grofje v Aachnu, ki jim je bilo zaupano upravljanje dežel v imenu vladarja.  Grad je predstavljal obmejno utrdbo do sosednjega Limburga. Leto ustanovitve opatije Rolduc je bilo leta 1104, kar je od takrat vplivalo na usodo Kerkradeja. Z opatijo so razcvet doživeli tudi Kirchrath in okoliške kmetije in zaselki. Okoli leta 1300 je pomembna srednjeveška trgovska pot iz Maastrichta v Köln potekala skozi Kerkrade in Herzogenrath. Z vojno za limburško nasledstvo (1283–1288) je prišlo do preobrata v zgodovini Kerkradeja, saj je dežela Rode padla v roke zmagovitemu vojvodi Janezu I. Brabantskemu. Z vojvodino Brabant je območje leta 1430 pripadlo Kraljevini Burgundiji, ki je leta 1477 postala del svetovnega habsburškega cesarstva. Kot posredna posledica reformacije in razsvetljenstva je v dolgem procesu nastala  Republika Združena Nizozemska , ki je nastala po razglasitvi neodvisnosti in osemdesetletni vojni od 1568 do 1648 proti Španiji, ki je bila pravzaprav bolj vrsta oboroženih spopadov in skupaj s tridesetletno vojno, prekinjeno z  Mirovnim sporazumom v Münstru. Rezultat je bil umik Nizozemske iz Svetega rimskega cesarstva in neodvisnost Republike Združene Nizozemske. Zlasti v zgodnji fazi spopada je bil Kerkrade jabolko spora med nasprotujočima si stranema kot prizorišče ropanja in uničevanja večkrat, predvsem s strani španskih čet. Znana so plenjenja in požigi v letih 1568, 1574, 1578 in 1580. Posredna posledica teh vojnih izkušenj je bila ustanovitev Strelske bratovščine sv. Sebastijana v Kerkradeju, ki je prvič omenjena v listini leta 1617. Leta 1661 je Kerkrade na podlagi pogodbe pripadel Nizozemski, vendar je leta 1663 zaradi močne spodbude takratnega opata opatije Klosterrath pripadel nazaj Španski Nizozemski.

### 18. stoletje
Po izumrtju španske veje Habsburžanov in kasnejši vojni za špansko nasledstvo je takratna Španska Nizozemska pripadla avstrijski liniji Habsburžanov. Tako je leta 1714 nastala Avstrijska Nizozemska. Kerkrade je bil del te, dokler je niso osvojile francoske revolucionarne čete kot rezultat bitke pri Jemappesu med vojno Prve koalicije .
V 18. stoletju je bila v Kerkradeju in okolici velika revščina zaradi vojn in vojaških pohodov ter nameščanj. V tem času je Bockreiter , skupina roparjev, ki pustoši na obmejnem območju vojvodin Jülich in Limburg, postala nadloga Kerkradeja in okolice. Menda so Bockreiter delili svoje ukradeno blago z revnimi v regiji, podobno kot Robin Hood.
V tistih letih izrednih razmer se je opatija Klosterrath na svoj način poskušala boriti proti revščini prebivalstva, tako da je poskušala oživiti rudarske dejavnosti na območju Wurmtal, za katere je bila odgovorna. V ta namen so od leta 1742 dalje v imenu opatije zaposlovali belgijske strokovnjake in njihovo znanje uporabili za posodobitev in povečanje donosnosti premogovniške industrije. Do sekularizacije zaradi francoske okupacije je bila opatija na čelu premogovniške industrije na Wurmu.

### Kerkrade v 19. stoletju
Ob koncu 18. stoletja, ki je poleg vrhunca razsvetljenstva prineslo tudi meščansko revolucijo v Franciji in po njej Napoleonovo ekspanzijo, je Kerkrade, tako kot okoliški kraji med Renom in Meuse, pripadel Franciji. Pod Francoze je padel najprej za kratek čas leta 1792 in končno od leta 1794 do 1814. Pretresi, ki so se kazali predvsem na področju uprave, pravosodja, cehovskega sistema in v sekularizaciji, zlasti duhovnega premoženja, ki so s seboj prinesli še vrsto drugih novosti, so prizadeli tudi Kerkrade. Zlasti opatija Klosterrath (francosko: rode-le-duc = Herzogenrath) je izgubila večstoletno samostojnost in nadvlado nad Kerkradejem in okoliškimi kraji. Po francoskem porazu v osvobodilnih vojnah je bila natančna meja med Nizozemsko in Prusijo določena šele leta 1816 z Aachensko pogodbo, ki je udejanjila rezultate Dunajskega kongresa prejšnje leto. Zaradi tega sta bili skupnosti Kerkrade in Herzogenrath, ki med seboj nikoli nista bili ločeni z mejo, razklani in do danes ostali ločeni z nemško-nizozemsko mejo. Po obnovi je bil Kerkrade sprva del Združene Nizozemske. Vendar je zaradi verskih, socialnih in ekonomskih razlik leta 1830  prišlo do preloma med protestantskim severom in katoliškim jugom (→ belgijska revolucija ). V tem času se je Kerkrade sprva postavil na stran katoliškega juga, saj je bilo tukaj večina prebivalcev katoliške vere. Vendar je ta prekinitev med ustanovitvijo Belgije trajala le do leta 1839. Tega leta je bila provinca Limburg dokončno razdeljena med novonastalo belgijsko državo in Nizozemsko. Med letoma 1839 in 1866 je nizozemski Limburg dobil status vojvodine , ki mu je v personalni uniji vladala nizozemska kraljeva družina skupaj z Velikim vojvodstvom Luksemburg. Tako kot Luksemburg je nizozemski Limburg ostal kot država znotraj Nemške zveze do leta 1866. Zlasti za Kerkrade je ta status pomenil ublažitev slabosti, zaradi katerih je trpel zaradi svoje zdaj izjemno obrobne lege znotraj Nizozemske. Od razpada Nemške zveze leta 1866 je Kerkrade v celoti nizozemski.

### Kerkrade v 20. stoletju
Že v 18. stoletju so menihi iz Rolduca odprli majhne rudnike premoga. Moderno premogovništvo se je začelo leta 1860, kar je povzročilo močno rast Kerkrade. Rudarji so se priselili pretežno iz južnoevropskih krajev. Ko so okoli leta 1900 odprli rudnik Willem Sophia, je mesto raslo še hitreje in absorbiralo stare vasi, kot je Chèvremont. V desetletjih po letu 1960 so zaprli vse rudnike v Limburgu, zadnjega leta 1974.
Eden najstarejših objektov v občini je grad Erenstein, katerega začetki segajo v 14. stoletje.

## Meja vzdolž Nieuwstraat/Neustraße
En del meje med Nizozemsko in Nemčijo poteka po sredini ulice Nieuwstraat/Neustraße. Mejo so Nemci med prvo in drugo svetovno vojno močno utrdili. Po drugi svetovni vojni je bila meja označena le z nizkim zidom, saj je bilo znotraj Evropske unije vzpostavljeno relativno svobodno prehajanje meje. Na vsaki strani je bila ločena dvosmerna cesta in avtomobili so morali skozi uradne prehode. Leta 1995 je bil zid popolnoma odstranjen kot del novega sporazuma o schengenskem območju. Nieuwstraat/Neustraße je zdaj ena sama dvosmerna cesta, dodaten prostor pa zdaj zasedajo drevesa in kolesarske steze. Meja je neoznačena, prestopi pa se tudi, ko krožiš ali prehitevaš vozilo.
Obe mesti si zdaj delita nekatere javne storitve,  in se promovirata kot dvonacionalno "Mesto Evrope" za namene gospodarskega razvoja. Delita si dvonacionalni pisarniški kompleks, ki uporablja ime Eurode in je zgrajen tako, da meja poteka neposredno skozi središče glavnega preddverja stavbe, z enim krilom stavbe v Kerkradeju in drugim v Herzogenrathu.

## Poselitveni centri
Soseske in stanovanjska naselja Kerkrade vključujejo:
- Bleijerheide
- Chevremont
- Eygelshoven
- Gracht (Kerkrade)
- Haanrade
- Holz
- Hopel
- Kaalheide
- Mucherveld
- Nulland
- Ondernemend gedrag
- Rolduc
- Rolduckerveld
- Spekholzerheide
- Terwinselen

## Sosednje občine
| Landgraaf Nizozemska  | Übach-Palenberg Nemčija   | Herzogenrath-Merkstein Nemčija  |
| Heerlen Nizozemska    |                           | Herzogenrath Nemčija            |
| Simpelveld Nizozemska | Aachen-Richterich Nemčija | Herzogenrath-Kohlscheid Nemčija |